# 毛药卷瓣兰
毛药卷瓣兰（学名：Bulbophyllum omerandrum）为兰科石豆兰属下的一个种，在臺灣、中國東南部皆有分布。

## 扩展阅读
維基物種上的相關：毛药卷瓣兰